# Рачинский, Виталий Викторович
Виталий Викторович Рачинский (21 января 1921 — 14 марта 2013) — советский и российский тренер по лёгкой атлетике, спортивный функционер. Заслуженный тренер РСФСР.

## Биография
В 1944 году был назначен председателем комитета по физической культуре и спорту Калуги.
В качестве тренера ВДСО «Трудовые резервы» воспитал несколько поколений спортсменов, среди которых:
- Надежда Малахова (серебряный призёр Спартакиады народов РСФСР 1956 года в беге на 800 метров)[1]
- Владислав Агалаков (чемпион Спартакиады народов РСФСР 1979 года в марафонском беге)[1]
- Александр Подогов (победитель Афинского марафона 1980 года)[1]
- Николай Теребильников (мастер спорта СССР, двукратный серебряный призёр Афинского марафона)[1]
- Екатерина Подкопаева (многократный призёр чемпионатов мира и Европы в беге на средние дистанции, участница Олимпийских игр)[1][2]
- Аркадий Шишкин (мастер спорта СССР, победитель Кубка СССР 1984 года в беге на 5000 метров)[3]
- Сергей Фетисов (серебряный призёр Открытого первенства Латвии по лёгкой атлетике 1983 года в марафонском беге)[4]
- Илья Коробков (чемпион Спартакиады народов РСФСР 1991 года в беге на 1500 метров)[5]

В 2010 году был награждён Почётной грамотой Президента Российской Федерации и медалью «В память 30-летия Игр XXII Олимпиады 1980 года».
21 января 2011 года отмечен медалью «За особые заслуги перед Калужской областью» III степени.
Рачинский ушёл из жизни 14 марта 2013 года в возрасте 92-х лет. Похоронен на Литвиновском кладбище Калуги.